# Goniastrea thecata
Espèce
Statut CITES
Goniastrea thecata est une espèce de coraux appartenant à la famille des Merulinidae ou à la famille Faviidae.